# النصر النهائي

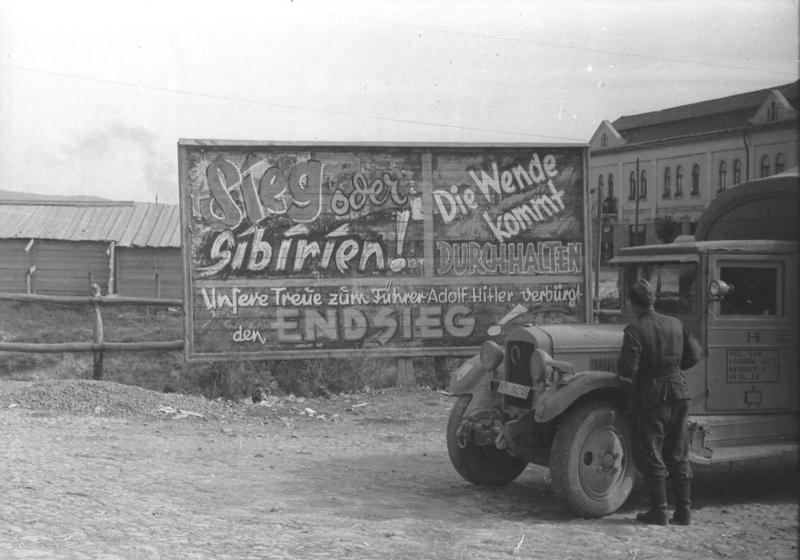

Endsieg ([ˈɛntziːk]) هي كلمة ألمانية لـ«النصر النهائي». يستخدم عادة للدلالة على النصر في نهاية الحرب أو الصراع.

## الاستخدام التاريخي
تم استخدام الكلمة أيضًا في الحرب العالمية الأولى.
استخدم أدولف هتلر "Endsieg" في كتابه Mein Kampf (كفاحي) في عام 1925 عندما سأل السؤال الخطابي إذا كان المصير يريد أن يحقق الشعب اليهودي النصر النهائي.
في ثلاثينيات وأربعينيات القرن العشرين، استخدمت الكلمة على نطاق واسع في دعاية «الرايخ الثالث». كان "Endsieg" جزءًا من العقيدة النازية: على الرغم من الخسائر المؤقتة، فإن «الرايخ الثالث» سيسود في نهاية المطاف، وبالتالي فإن أي انهيار في الولاء للإيديولوجية النازية لا يمكن التسامح معه. أصبح هذا الانتصار النهائي أكثر يأسًا في عام 1943 عندما أجبرت نجاحات الحلفاء ألمانيا على الدفاع، على سبيل المثال تم نشر أن إندسيج، بسبب تفوق العرق الآري، أمر لا مفر منه. جوزيف غوبلز لا يزال يتحدث عن "Endsieg" في أواخر مارس 1945.